# Supergranulație

Model de grafic Doppler care arată viteza supergranulară, Observatorul Heliosferic SOHO

Supergranulația este un mozaic produs de mișcarea unor celule luminoase și gigantice (supergranule de aproximativ 30.000 km) ale fotosferei (ca o manifestare a zonei convective de sub fotosferă), mișcare orizontală paralelă cu suprafața Soarelui cu viteze de 0,3-4,0 km/s. Supergranula are o durată de viață de aproximativ o zi terestră. Spre comparație granulația solară este produsă de celule luminoase de aprox. 200-2.000 km, care se mișcă de sus în jos (de la zona convectivă spre/dinspre fotosferă) cu aceeași viteză și au o durată de viață de 5-10 minute.

Supergranulație

Materia gazoasă din superganule se mișcă de la centru spre marginea lor.
Supergranulele sunt vizibile mai ales în cromosferă, fluxurile de gaze din interiorul lor par să poarte cu ele liniile de forță ale câmpului magnetic solar, concentrându-se la marginea liniilor astfel încât activitatea solară pare să fie asociată câmpurilor magnetice puternice aflate la marginea supergranulelor.

## Istoric
Supergranulația a fost descoperită în anii 1950 de către B. Hart, prin măsurători ale vitezei Doppler care au arătat prezența unor fluxuri orizontale în fotosferă (cu viteze de 300–500 m/s). Mai târziu (1960) Leighton, Noyes și Simon au stabilit o dimensiune tipică de aproximativ 30.000 km pentru o supergranulă și o durată de viață de aproximativ 24 de ore.